# العرفط (دوعن)

'

تعديل مصدري - تعديل

العرفط هي إحدى قرى عزلة صيف بمديرية دوعن التابعة لمحافظة حضرموت، بلغ تعداد سكانها 123 نسمة حسب تعداد اليمن لعام 2004.